# 동래구 (1963년 선거구)
동래구는 대한민국의 옛 국회의원 선거구이다. 당시 부산시 동래구 지역을 관할했다.

## 역사
1963년 1월, 경상남도 부산시가 정부 직할 부산시로 승격되면서 경상남도에서 분리되었다. 이에 제6대 국회의원 선거를 앞두고 부산시 동래구 선거구가 개편되면서 동래구 선거구가 되었다.
제8대 국회의원 선거를 앞두고 동래구 선거구가 갑, 을로 분리되면서 폐지되었다.

## 역대 국회의원
| 선거   | 정당 | 정당       | 의원   |
| ------ | ---- | ---------- | ------ |
| 1963년 |      | 민주공화당 | 양극필 |
| 1967년 |      | 신민당     | 임갑수 |

## 역대 선거 결과

### 대한민국 제6대 국회의원 선거
|  | 40.08% |

|  | 22.41% |

|  | 17.20% |

|  | 12.61% |

|  | 4.86% |

|  | 2.81% |

### 대한민국 제7대 국회의원 선거
|  | 53.04% |

|  | 44.37% |

|  | 1.88% |

|  | 0.69% |